# بين أندرسون
بين أندرسون (بالإنجليزية: Ben Anderson)‏ (18 فبراير 1946 بأبردين في المملكة المتحدة - ) هو لاعب كرة قدم بريطاني في مركز قلب الدفاع. لعب مع بلاكبيرن روفرز وكريستال بالاس ونادي بوري ونادي مدينة كيب تاون ‏.

## وصلات خارجية
- بين أندرسون على موقع قاعدة بيانات كرة القدم.إي يو (الإنجليزية)